# Бендерский, Самуил Александрович
Самуи́л Алекса́ндрович Бенде́рский (1879 — середина 1960-х годов) — русский и советский оператор документального, художественного и мультипликационного кино.

## Биография
Как оператор игрового кино дебютировал летом 1915 года, отправившись в экспедицию на Уральские горы и в Екатеринбург по картине «Приваловские миллионы» (Торговый дом «В. Венгеров и В. Гардин», Москва). Тогда же на Урале им был снят материал  для фильма «Много ли человеку земли нужно» (1916).
Позже сотрудничал с разными производителями кинофильмов: Акционерное общество «Нептун» (Киев), Ателье «Эра», Торговым домом «Русь», Товариществом «П. Тиман и Ф. Рейнгардт» (Москва). Во время работы у «П. Тимана и Ф. Рейнгардта» над своим вторым фильмом «Сильный человек» (1917) Всеволод Мейерхольд отзывается о своём операторе:

Мои работы в области световых эффектов в прошлом году тормозились оператором. В этом году у аппарата находился другой оператор (г. Бендерский), который острее чувствует, что нужно, и не чужд исканий в области световых эффектов.
— Всеволод Мейерхольд, «Театральная газета» № 32 1916
В 1916—1917 годах входил в число самых высокооплачиваемых операторов (вместе с Александром Левицким и Александром Рылло).
В дни Февральской революции с группой операторов участвовал в съёмке демонстрации рабочих в Москве. После Октябрьского переворота привлекался Московским кинокомитетом при Моссовете рабочих и солдатских депутатов для съёмки кинохроники (где также работали Александр Левицкий, Александр Лемберг и Юрий Желябужский). Последний считал Бендерского своим учителем, и упоминает его в очерке об операторах раннего кино, подготовленном к печати в 1948 году, но так и неизданном:

Культурным и квалифицированным оператором был, работы которого всегда отличались реалистическим характером и стройной композицией.
— Юрий Желябужский, «Мастерство советских операторов. Краткий очерк развития»
В период разрухи 1919—1922 годов занимал ряд хозяйственных и административных должностей на предприятиях Москвы, затем Саратова.
В 1925 году — оператор Саратовского отделения Акционерного общества «Пролеткино» и клуба М. Горького (Саратов). В том же году приглашён участвовать в масштабном проекте московской студии «Культкино» в рамках АО «Совкино» «Шестая часть мира» (1926) под руководством Дзиги Вертова. В 1927 году перешёл на «Межрабпом-Русь» (c 1928 года — «Межрабпомфильм»), главным образом участвуя в мультипликационных проектах студии.
По состоянию на 1 сентября 1931 года наряду с другими кинематографистами входил в секцию кино «Всеросскомдрамы».
Скончался в середине 1960-х годов.

### Семья
- жена — Мария Васильевна Бендерская (урождённая Виноградова; 1894—1978), режиссёр-мультипликатор, художник[19].

## Фильмография
Оператор
- 1915 — Приваловские миллионы (не сохранился)
- 1916 — Много ли человеку земли нужно[20] (не сохранился)
- 1916 — Ничтожные[21]
- 1917 — Бодрствуйте, ибо не знаете ни дня, ни часа…[22]
- 1917 — Великие дни революции в Москве (28 февраля — 4 марта 1917 г.) / Великие дни Российской революции (документальный; совместно с А. Левицким, С. Зебелем, Е. Славинским, П. Новицким и другими)[комм. 6]
- 1917 — Власть демона / Трагедия женской души (не сохранился)
- 1917 — Дети сатаны (не сохранился)
- 1917 — Жизни немые узоры[23]
- 1917 — Княжна Джелаха[24]
- 1917 — Любовный шквал (не сохранился)
- 1917 — Любовь монаха / Часы с курантами (не сохранился)
- 1917 — Наше сердце[25]
- 1917 — Роковое / Граф Нирод (не сохранился)
- 1917 — Сильный человек[26] (не сохранился)
- 1917 — Четыре[27]
- 1917 — Чёрный орёл
- 1918 — Девьи горы / Легенда об антихристе (совместно с Ю. Желябужским, В. Старевичем)
- 1919 — Чёртово гнездо (не сохранился)
- 1925 — Преступление коновала Матова
- 1926 — Манёвры МВО Красной Армии (документальный)
- 1926 — Шестая часть мира (документальный; в соавторстве)
- 1927 — Калмыки (документальный, АО «Совкино»)
- 1927 — Мойдодыр (мультипликационный)
- 1927 — Охота и оленеводство в области Коми (документальный; совместно с Н. Юдиным)
- 1927 — Приключения Болвашки (игровой+объёмная мультипликация; совместно с Ю. Желябужским)
- 1928 — Приключения китайчат
- 1929 — Энциклопедия на проводах (не сохранился)
- 1930 — Вызов (не сохранился)
- 1930 — Сказ про коня худого и коня стального (не сохранился)
- 1932 — Блэк энд уайт

Режиссёр
- 1929 — Энциклопедия на проводах (не сохранился)
- 1930 — Вызов (не сохранился)
- 1930 — Сказ про коня худого и коня стального (не сохранился)

Художник
- 1927 — Мойдодыр (мультипликационный)

Перечень фильмов составлен по справочнику «Операторы советского кино» (2011), Аннотированному каталогу «Советские художественные фильмы» т. 1 (1961), монографии «Фактографическая история кино в Украине. 1896—1930» (2016), изданию «Птушко. Роу: Мастер-класс российского кинофэнтези» (2018), а также данным из русскоязычных порталов о кино.

## Комментарии
1. ↑  Речь идёт о фильме «Портрет Дориана Грея» (1915) и снимавшем его Александре Левицком.
2. ↑  В рамках проекта «Шестая часть мира» в северной
киноэкспедиции вместе с Николаем Юдиным снял большой объём материала, из которого год спустя был смонтирован этнофильм «Охота и оленеводство в области Коми»[13].
3. ↑  В Кино-справочнике (1929), составленном Г. М. Болтянским, имя С. А. Бендерского упоминается в списке адресов киноработников Москвы (посёлок Красная Сосна, 13 линия, 920)[15].
4. ↑  Сотрудничавшая с кинофабриками секция кино «Всеросскомдрамы» на 1 сентября 1931 года насчитывала 400 членов кинематографических профессий: режиссёров, сценаристов, операторов, художников[17].
5. ↑  В изданной в 2016 году монографии В. Н. Миславского «Фактографическая история кино в Украине. 1896—1930», т. 2 годом смерти указан 1968, вероятно из-за путаницы с однофамильцем — Семёном Бендерским (1898—1968)[14].
6. ↑  Сохранилось несколько вариантов фильма «Великие дни Российской революции» (1917), к его съёмкам привлекались операторы крупнейших кинофирм: Бр. Пате́, «Биофильм», Торгового дома «В. Венгерова и В. Гардина», Ермольева, Тимана и Рейнгардта, Ханжонкова, Скобелевского комитета, «Экле́р[фр.]»[5].